# Stellatospora terricola
Stellatospora terricola är en svampart som beskrevs av Tad. Ito & Nakagiri 1994. Stellatospora terricola ingår i släktet Stellatospora och familjen Chaetomiaceae.   Inga underarter finns listade i Catalogue of Life.